# Wola Chorzelowska
Wola Chorzelowska – wieś w Polsce położona w województwie podkarpackim, w powiecie mieleckim, w gminie Mielec.
| SIMC    | Nazwa       | Rodzaj    |
| ------- | ----------- | --------- |
| 0656019 | Pod Karczmą | część wsi |
| 0656025 | Pod Lasem   | część wsi |
| 0656031 | Zapole      | część wsi |

W latach 1975–1998 miejscowość administracyjnie należała do województwa rzeszowskiego.

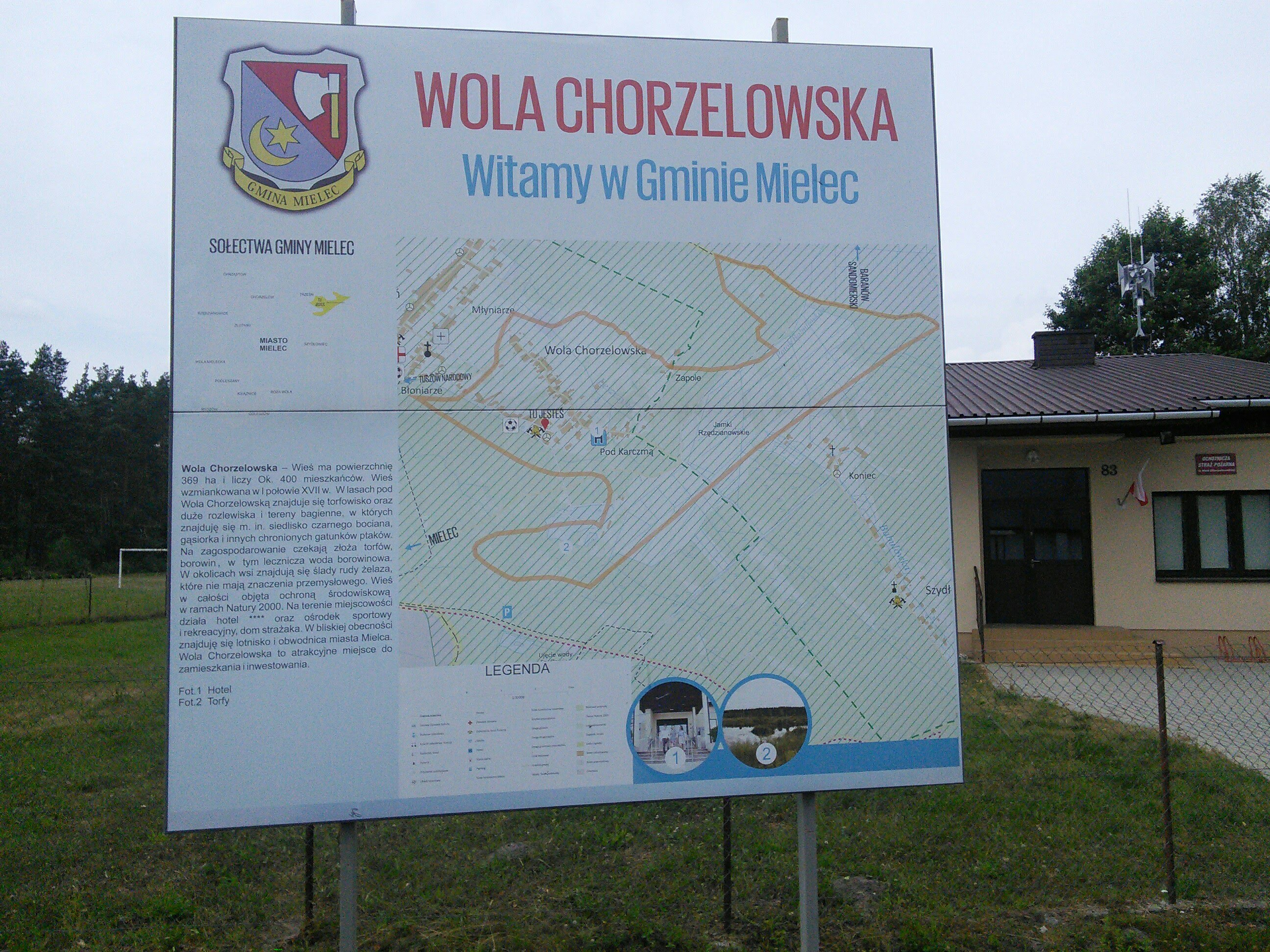
Mapa wsi koło remizy OSP